# Монтано, Марио Альдо
Марио Альдо Монтано (итал. Mario Aldo Montano, р.1 мая 1948) — итальянский фехтовальщик-саблист, олимпийский чемпион и чемпион мира. Представитель знаменитой семьи Монтано из Ливорно: сын Альдо Монтано-старшего, отец Альдо Монтано-младшего, двоюродный брат Карло Монтано, Марио Туллио Монтано и Томмазо Монтано.

## Биография
Родился в 1948 году в Ливорно. В 1971 году стал бронзовым призёром чемпионата мира. В 1972 году стал чемпионом Олимпийских игр в Мюнхене. В 1973 году завоевал золотую и бронзовую медали чемпионата мира, в 1974 году повторил этот результат. В 1976 году стал серебряным призёром Олимпийских игр в Монреале. В 1978 году завоевал бронзовую медаль чемпионата мира. В 1979 году стал серебряным призёром чемпионата мира. В 1980 году на Олимпийских играх в Москве завоевал серебряную медаль.